# الحكم بن عبدل الأسدي
الحكم بن عبدل الأسدي أو الحكم بن عبدل الغاضري هو الحكم بن عبدل بن جبلة بن عمرو بن ثعلبة بن عقال من بني غاضرة بن مالك بن ثعلبة بن دودان بن أسد بن خزيمة بن مدركة، اشتهر باسم الحكم ابن عبدل الأسدي.
كان الحكم بن عبدل من أول أمره شيعة لبني أميّة. فلمّا ظفر عبد الله بن الزبير بالعراق، سنة 64 ه‍/ 684م، و أخرج منه عمّال بني أميّة خرج الحكم بن عبدل معهم إلى الشام. و يبدو أنه لم يتّصل بالبلاط الأمويّ اتّصالا وثيقا إلاّ بعد أن جاء عبد الملك إلى الخلافة. (أواخر رمضان 65 ه‍، أوائل ايار- مايو 685 م) . . . ثم انّه كان فيما بعد يتردّد بين بلاط دمشق و بين الكوفة يتكسّب من الخلفاء و من الولاة. و بما أن الحكم بن عبدل كان أعرج أحدب فقد كان يترك الوقوف كغيره من الشعراء بأبواب الممدوحين. و كان يكتب حاجته على عصاه التي يستعين بالمشي بها ثم يبعثها إلى الذين يأمل في نوالهم فلا يحبس له رسول و لا تؤخّر له حاجة. و لقد أعفاه الحجّاج بن يوسف و عمر ابن هبيرة من الغزو للزمانة (العاهة الدائمة) التي كانت فيه.
اتّصل الحكم بن عبدل بعبد الحميد بن عبد الرحمن بن زيد بن الخطّاب أمير الكوفة  ؛ و عبد الحميد هذا ناب في الكوفة عن يزيد بن المهلّب سنة 99 ه‍/718م. ثم ان الحكم اتّصل بعمر بن هبيرة، فأعفاه عمر بن هبيرة من الجهاد. و بما ان عمر بن هبيرة لم يل البصرة إلاّ في سنة 102 ه‍/721 م) ، فلعلّ وفاة الحكم بن عبدل الاسدي كانت بعد ذلك بمدّة (سنة 106 ه‍/ 725م) ، لأن الحكم بن عبدل كان قد أقعد قبل موته.
و كان الحكم بن عبدل شاعرا مجيدا للقصيد و للزجر، و في المقطّعات و الطوال. و أكثر شعره الهجاء،. وكان له مدح و رثاء و غزل و مجون و قول كثير جيّد في الأدب (الحكمة).

## المختار من شعره
- اختار أبو تمّام في ديوان الحماسة للحكم بن عبدل أبياتا في الأدب منها:
أطلب ما يطلب الكريم من الرز... ق لنفسي، و أجمل الطلبا
إنّي رأيت الفتى الكريم إذا... رغّبته في صنيعة رغبا
و العبد لا يطلب العلاء و لا... يعطيك شيئا إلاّ إذا رهبا
و لم أجد عروة الخلائق إلاّ الد... ين لمّا اعتبرت و الحسبا
قد يرزق الخافض المقيم و ما... شدّ بعنس رحلا و لا قتبا
و يحرم المال ذو المطيّة و الرّ... حل و من لا يزال مغتربا
-  دخل ليلة على عبد الملك فقال يتحبّب إليه بالتعريض بعبد اللّه بن الزبير و أنصاره:
يا ليت شعري و ليت ربّما نفعت ... هل أبصرنّ بني العوّام قد شملوا
بالذلّ و الأسر و التشريد إنّهم... على البريّة حتف أينما نزلوا
أم هل أراك بأكناف العراق، و قد... ذلّت لعزّك أقوام و قد نكلوا
- كان الحكم بن عبدل الاسديّ منقطعا إلى بشر بن مروان، و كان بشر يأنس به و يحبّه و يستطيبه. فلمّا ولي بشر البصرة اصطحب الحكم بن عبدل اليها. فلمّا مات بشر جزع الحكم عليه و قال يرثيه (و في هذه المرثية تحليل و فيها حكمة) :
أصبحت جمّ بلابل الصّدر... متعجّبا لتصرّف الدهر
ما زلت أطلب في البلاد فتى... ليكون لي ذخرا من الذخر
و يكون يسعدني و أسعده... في كل نائبة من الأم
حتّى إذا ظفرت يداي به... جاء القضاء بحينه يجري
إنّي لفي همّ يباكرني... منه و همّ طارق يسري
فلأصبرنّ، و ما رأيت دوى... للهمّ غير عزيمة الصبر
و اللّه، ما استعظمت فرقته... حتّى أحاط بفضله خبري
- و للحكم بن عبدل أبيات في الأدب منها:
و إنّي لأستغني فما أبطر الغنى، و أعرض ميسوري لمن يبتغي عرضي
و أعسر أحيانا فتشتدّ عسرتي فأدرك ميسور الغنى و معي عرضي
لأكرم نفسي أن أرى متخشّعا لذي منّة يعطي القليل على النّحض
أكفّ الأذى عن أسرتي و أذوده، على أنني أجزي المقارض بالقرض
و أبذل معروفي و تصفو خليقتي إذا كدّرت أخلاق كلّ فتى محض
و أقضي على نفسي، إذا الحقّ نابني؛ و في الناس من يقضى عليه و لا يقضي
و لست بذي وجهين في من عرفته... و لا البخل فاعلم من سمائي و لا أرضي